# 雙斑草雀
雙斑草雀（學名：Stizoptera bichenovii 或 Taeniopygia bichenovii），屬於雀形目梅花雀科，分佈於澳洲東部及北部地區。身長10-11cm，主要以禾本科植物的種子為食。雙斑草雀與其他梅花雀科鳥類同樣有高度的社會性，雄鳥會通過"唱情歌"向雌鳥求偶。

## 亞種
共有兩個已知亞種：
- Stizoptera b. bichenovii or T. b. bichenovii
- Stizoptera b. annulosa or T. b. annulosa

## 同科鳥類
- 斑胸草雀
- 斑文鳥
- 白腰文鳥
- 白喉文鳥
- 黑頭文鳥
- 十姊妹
- 文鳥
- 胡錦鳥